# غرغشت
بر پایه باور کسانی که قیس یا عبدالرّشید را نیای پشتون‌ها می‌دانند، چهار پسر او یعنی سربن، بیتنی، غَرغَشت و کُرله نیاکانِ چهار زیرشاخهٔ پشتون‌ها هستند که بتدریج در طولِ قرون گسترش یافته و به شاخه‌ها و شعبه‌های متعدّد تقسیم شده‌اند.
کاتب هزاره در نژادنامه افغان (ص ۵۲) آنان را به هفت گروه اصلی و الحاقی سربنی، غرغشتی، بیتنی، متی، سروانی، گررانی و استرانی تقسیم کرده است. برخی از قبیله‌های معروف پشتون عبارت‌اند از: ابدالی (دُرّانی)، اَچَکزی، احمدزی، آفریدی، اتمان‌زی، الیکوزی، بارکزایی، بامیزی، بَنگَش، تَرِین، تُورِی، جاجِی، جَدْران، خَطَک، خُوگیانی، دُرانی، سوری، غِلزی، کاکَر، لودی، مُهمَند (محمَند)، وَرْدَک، وزیری، هُوتَک و یوسفزی.
غرغشت یا گرگشت (در زبان پشتو: غرغښت) نام کوچک‌ترین پسر قیس عبدالرشید بود که بسیاری از قبایل از او پدید آمده‌اند، از جمله کاروان متحد جدون پاکستان.

## ریشه‌شناسی
گفته شده که شکل اصلی این نام گرگشت بوده است. بخش اول این کلمه، «غَر»، در زبان پشتو به معنای کوه است. در فارسی «گر»، در اوستا «گیری» و در سانسکریت «گیر» هم به معنی کوه و هم‌ریشه با غر است. اعراب این کلمه را به صورت غرج و غرش نیز نوشته‌اند. بارتولد می‌گوید که کلمات غور، غرچستان، غرج و غلج همگی نام‌هایی از یک ریشع هستند و بسیاری از قبایل و نام‌های آسیای مرکزی از این کلمات ساخته شده‌اند.
در دوران باستان، اقوام آریایی از این کلمه به‌طور گسترده استفاده می‌کردند. این کلمه در عهد عتیق در نام شخصیت‌ها و مناطق به‌طور گسترده استفاده شده است. یکی از اجداد رستم گرشاسپ نام داشت. همچنین، آخرین پادشاه شاهنامه نیز گرشاسپ نام داشت. به همین ترتیب، این کلمه در نام مناطق نیز گنجانده شده است. در شبه قاره هند، این کلمه به شکل گڑه و گڑهی یافت می‌شود. به عنوان مثال، جوناگڑه و گڑهی حبیب‌الله و غیره. این کلمه که بخشی از این نام‌ها است و به معنای کوه است. بخش دوم این کلمه، «گشت»، که در پشتو «غشت» تلفظ می‌شود، به معنای منطقه است؛ بنابراین، کلمه غرغشت احتمالاً به معنای ساکنان کوه یا مردم کوهستانی است.